# 옵션 (금융)
옵션(option)은 파생 상품의 일종이며, 미래의 특정 시점 또는 그 이전에 특정 기초자산을 정해진 행사 가격으로 사고 팔 수 있는 권리를 말한다. 이러한 권리는 만기일이나 만기일 이전에 특정 금융 상품을 정해진 가격에 매입할 수 있는 권리를 가진 ‘콜 옵션’(call option)과, 매도할 수 있는 권리를 가진 ‘풋 옵션’(put option)으로 나뉜다. 옵션은 복합적인 거래의 일종이기 때문에 가치를 가지며, 기초자산의 가격, 만기까지의 기간, 시장의 변동성, 무위험이자율, 옵션의 행사가격에 영향을 받는다.

## 개념

### 콜옵션 매수
예를 들어 100원짜리 상품이 있는데, 이 상품의 현재 가격은 100원이지만, 1달 후에는 150원이 될 수도 50원이 될 수도 있다고 하자. 콜옵션 매수란 이 상품을 10원의 프리미엄을 주고 사는 것이다.
한달이 지나 상품이 150원이 되었다고 하자. 그러면 이것을 100원에 살 권리가 있으므로 50원 이익이 된다. 콜옵션 매수할 때 10원을 프리미엄으로 지불했으므로 총 이익은 40원이 된다.
반대로, 한달이 지나 상품 가격이 50원으로 떨어졌다고 하자. 그러면 이것을 100원에 살 권리는 있으나, 50원짜리를 100원에 살 필요는 없다. 이런 경우 그 권리를 포기하면 된다. 그러면 콜옵션 매수에 들어간 10원만 손해를 보면 된다.
즉 콜옵션을 매수하면 상품 가격 변동에 따라 이익은 무한대이지만, 손해는 프리미엄값 10원에 한정된다.

### 콜옵션 매도
콜옵션을 매도하면 매도시 10원의 이익은 얻게 되나,
만기가 도래했을 때 상품 가격이 150원으로 올라갔다면
콜옵션 매수자에게 그 상품을 반드시 100원에 팔아야 하는 의무를 지므로
150원짜리 물건을 100원에 팔므로 50원의 손해를 보게 된다. 즉 프리미엄 값 10원을 제하면 40원의 손해이다.
가격이 500원으로 폭등한다면, 500원짜리 물건을 100원에 팔아야 하므로 390원의 큰 손해를 보게 된다.
가격이 50원으로 떨어진다면, 콜옵션 매수자는 당연히 100원에 살 권리를 행사하지 않을 것이고, 상품 거래는 없게 되므로
콜옵션 매도자의 이익은 매도시 얻은 10원의 이익에 한정된다.
따라서 콜옵션 매도자는 상품 가격이 떨어지면 이익을 보나 이익은 10원으로 한정되고,
상품 가격이 올라가면 손해는 무한대임을 알 수 있다.

### 풋옵션 매수
풋옵션은 콜옵션과 반대로, 팔 권리를 사는 것이다.
100원짜리 상품의 풋옵션을 10원의 프리미엄을 주고 샀다고 하자. 한달 후 상품 가격이 50원으로 떨어졌다면, 풋옵션을 매수한 사람은 100원에 팔 권리가 있으므로 50원의 이익을 본다. 여기서 프리미엄 값 10원을 빼면 40원의 이익이 생긴다.
반대로 상품가격이 150원으로 올랐다면, 풋옵션을 매수한 사람은 100원에 팔 권리가 있지만 150원짜리를 100원에 팔 이유는 없다. 그러면 프리미엄값 10원을 손해보고 팔 권리를 포기하면 된다.
즉 풋옵션을 매수하면 이익은 무한대이지만 손해는 프리미엄값 10원에 한정된다.

### 풋옵션 매도
풋옵션을 매수하는 사람이 있다는 것은, 매도하는 사람이 있어야만 가능하다.
옵션이라는 것은 '권리'를 사고파는 것이지 그 상품을 사고파는 것이 아니다.
따라서 A가 B에게 100원짜리 상품에 대한 풋옵션을 프리미엄 10원을 받고 팔았다는 것은,
만기가 되었을 때 B가 100원에 팔 수 있는 권리를 샀다는 것이다.
만기가 도래해서 가격이 50원이 되었을 때, B는 그 상품을 100원에 팔 수 있는 권리를 행사하려 할 것이고,
A는 그 상품을 무조건 사줘야 하는 의무를 지닌다.
따라서 풋옵션을 매도한 A는 프리미엄값 10원은 벌었으나
50원짜리 물건을 100원에 사줘야 하므로 40원의 손실을 본 셈이다.
상품가격이 만일 10원으로 폭락했다면, 풋옵션을 매도한 A는 10원짜리 물건을 100원에 사줘야 하므로 80원의 손실을 보게 된다.
따라서 풋옵션 매도자는 이익은 10원으로 한정되지만 손실은 무한대(본래의 물건값에 한정되지만 보통 이렇게 표현한다)임을 알 수 있다.

### 기초자산
위에서는 그냥 일반화해서 '상품'으로 표현했으며, 옵션이라는 파생상품은 실제 시장에서 거래되는 어떤 상품에도 적용 가능하지만, 흔히 주가지수를 기초자산으로 하는 옵션이 거래된다. 주가지수의 옵션시장에서는 주가지수의 등락에 따라 미래 즉 만기일의 주가를 예측하여 콜옵션과 풋옵션을 사고 판다. 주로 매도는 큰 기관에서 행하는 것이 보통이며, 옵션은 알고리즘 트레이딩 즉 프로그램 매매에 의하여 거래하는 경우가 많다. 또한 주가 역시 옵션 만기일에 많은 영향을 받는다.

## 같이 보기
- 백데이팅